# Newman (Illinois)
Newman és una població dels Estats Units a l'estat d'Illinois. Segons el cens del 2000 tenia 956 habitants.

## Demografia
Segons el cens del 2000, Newman tenia 956 habitants, 403 habitatges, i 255 famílies. La densitat de població era de 595,3 habitants/km².
Dels 403 habitatges en un 27,8% hi vivien nens de menys de 18 anys, en un 51,9% hi vivien parelles casades, en un 8,4% dones solteres, i en un 36,7% no eren unitats familiars. En el 34,2% dels habitatges hi vivien persones soles el 18,4% de les quals corresponia a persones de 65 anys o més que vivien soles. El nombre mitjà de persones vivint en cada habitatge era de 2,23 i el nombre mitjà de persones que vivien en cada família era de 2,85.
Per edats la població es repartia de la següent manera: un 21,7% tenia menys de 18 anys, un 7,1% entre 18 i 24, un 24% entre 25 i 44, un 22,6% de 45 a 60 i un 24,7% 65 anys o més.
L'edat mediana era de 43 anys. Per cada 100 dones de 18 o més anys hi havia 79,6 homes.
La renda mediana per habitatge era de 30.417 $ i la renda mediana per família de 34.250 $. Els homes tenien una renda mediana de 32.750 $ mentre que les dones 21.964 $. La renda per capita de la població era de 17.971 $. Aproximadament l'11% de les famílies i el 16,7% de la població estaven per davall del llindar de pobresa.

## Poblacions més properes
El següent diagrama mostra les poblacions més properes.